# Hislopia corderoi
Hislopia corderoi är en mossdjursart som beskrevs av Mane-Garzon 1960. Hislopia corderoi ingår i släktet Hislopia och familjen Hislopiidae. Inga underarter finns listade i Catalogue of Life.